# مناد

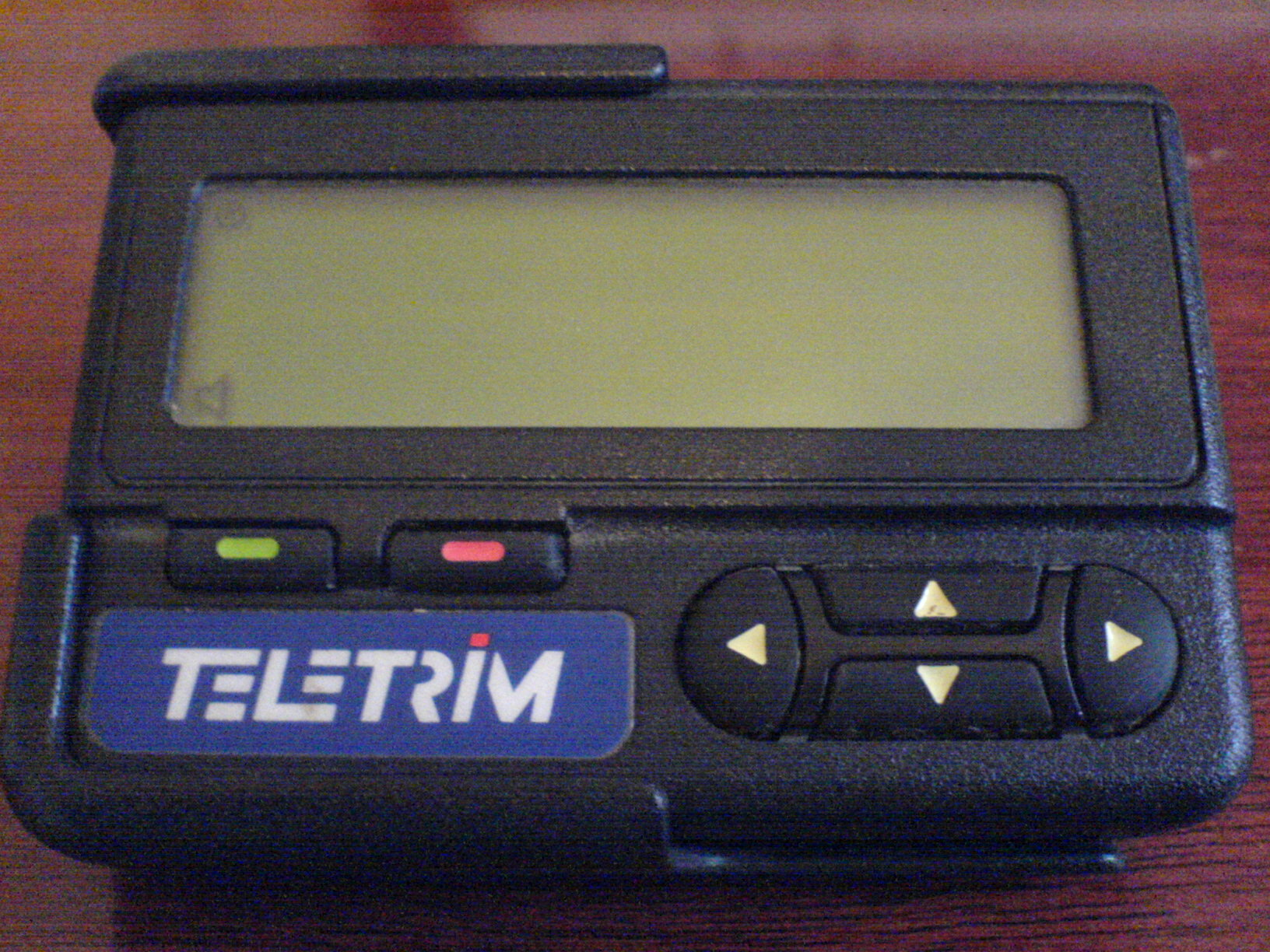
منادٍ من صنع شركة موتورولا ستخدم في البرازيل في تسعينات القرن الماضي

المنادي (بالإنجليزية: pager)‏ هو جهاز إلكتروني صغير يسهل حمله ويستخدم لاستقبال الرسائل القصيرة أو رقم الشخص الذي يحاول الاتصال بالجهاز. تُسمَّى عملية استعمال الجهاز بالمناداة (بالإنجليزية: paging)‏.
قلّ استخدام المنادي ويعتبر استعماله شبه معدوم بعد ظهور الهاتف المحمول، لكن غالباً يستخدم في المناطق التي لا يصلها بث الهاتف المحمول، كما يستخدم في بعض المستشفيات خاصة في المستشفيات من قبل الاطباء لاستدعائهم بدلا من استخدام الهاتف المتنقل كي لا تؤثر ذبذبات الهاتف المتنقل على الاجهزة الطبية.

## التسمية
يذكر معجم أكسفورد الكبير أن كلمة (بالإنجليزية: page )‏ تأتي بصيغة الفعل بمعنى:"مناداة اسم شخص مكتوب على ورقة. ووُسِّع المعنى ليشمل الأجهزة الكهربائية والإلكترونية." كما يذكر المعجم لفظة (بالإنجليزية: pager)‏ ويقول أن أول استعمال مُوثَّق للكلمة كان سنة 1968م في صحيفة الغارديان، ويذكر في هذه المادة أنها: جهاز لاسلكي يُرسِل الصوت عند تفعيله ليتصل عن بعد مع الشخص الذي يحمله.  لذلك تقترح أغلب المعجمات مقابلات عربية من الجذر (ن د و) هي: المنادي أو جهاز النداء أو جهاز النداء الآلي. ومن الاقتراحات أيضاً جهاز الاستدعاء والنقحرة من الأصل الأجنبي بيجر.
يُسمَّى الجهاز أيضاً (بالإنجليزية: Beeper)‏، واقترح منير البعلبكي ترجمةً هي المُبوِّقة وتعريباً من اللفظ الأجنبي هو المُبَيِّبة، كما اقترح مجمع اللغة العربية بدمشق ترجمةً أخرى وهي المِخْطَار الصغير.

## الفئات
تتنوع المناديات من أجهزة بسيطة ورخيصة تُصدر إشعارات تنبيهية، إلى أجهزة اتصالات شخصية أكثر تعقيدًا، وتُصنف إلى ثماني فئات رئيسية:
- أجهزة التنبيه الصوتي فقط (Beepers): هذه هي الفئة الأبسط والأقل تكلفة بين أجهزة النداء. سُمِّيت "منادٍ" لأنها كانت تصدر صوتًا تنبيهيًا في السابق، لكن الأجهزة الحديثة تعتمد على أشكال تنبيه أخرى، مثل الإشارات الصوتية، أو الإضاءة، أو الاهتزاز، وغالبًا ما يتم استخدام هذه الوسائل معًا. غالبية أجهزة النداء المستخدمة في المطاعم تنتمي إلى هذه الفئة.[12]
- أجهزة النداء الصوتي/التنبيهي: تتيح هذه الأجهزة للمستخدمين الاستماع إلى رسالة صوتية مسجلة عند تلقي التنبيه.
- الأجهزة الرقمية: تحتوي هذه الأجهزة على شاشة عرض بلورية سائلة (LCD) تعرض أرقامًا هاتفية أو معلومات رقمية أخرى تصل عادةً إلى 10 أرقام. كما يمكن استخدامها لعرض أكواد رقمية متفق عليها تشير إلى رسائل محددة مسبقًا.
- الأجهزة النصية (Alphanumeric): تتميز هذه الأجهزة بشاشة عرض أكثر تطورًا يمكنها عرض النصوص والرموز. تُستقبل الرسائل النصية عبر البريد الإلكتروني أو الاتصال المباشر بنظام النداء، ويجب على المرسل إدخال الرسالة ثم الضغط على رمز الإرسال (#). الجهاز لا يسجل رقم المرسل تلقائيًا؛ إذا لم يتم إدخال رسالة، سيصدر تنبيه دون أن يعرض أو يشغل أي رسالة.
- أجهزة الرد (Response Pagers): هذه الأجهزة مزودة بمرسلات مدمجة تتيح للمستخدم تأكيد استلام الرسائل والرد عليها باستخدام قائمة من الردود الجاهزة. كما يمكن للمستخدم إرسال رسائل جاهزة من قوائم مبرمجة مسبقًا للعناوين والرسائل. يطلق على هذه الأجهزة أحيانًا أسماء مثل "أجهزة 1.5-way" أو "1.7-way" بناءً على وظائفها.
- أجهزة الاتصال ثنائية الاتجاه: تحتوي هذه الأجهزة على لوحة مفاتيح QWERTY، وتتيح للمستخدم إرسال واستقبال الرسائل النصية والرد على الرسائل برسائل مخصصة أو باستخدام ردود جاهزة.
- أجهزة المودم أحادية الاتجاه: هي وحدات تحكم مزودة بمستقبلات نداء مدمجة، يمكنها اتخاذ إجراءات تلقائية بناءً على الرسائل والبيانات المستلمة.
- أجهزة المودم ثنائية الاتجاه: تتشابه هذه الأجهزة مع المودم أحادي الاتجاه، لكنها تتميز بقدرتها على تأكيد استلام الرسائل وإرسال بيانات ورسائل جديدة.

## الأمان
تتمتع أجهزة النداء (البيجر) ببعض المزايا والعيوب فيما يتعلق بالخصوصية مقارنة بالهواتف المحمولة. نظرًا لأن جهاز النداء أحادي الاتجاه هو جهاز استقبال فقط (لا يرسل أي معلومات إلى محطة القاعدة)، فلا يمكن تتبع موقعه. ومع ذلك، يمكن أن يكون هذا عيبًا أيضًا، حيث يجب بث الرسالة المرسلة إلى البيجر من جميع أجهزة الإرسال في منطقة تغطية الخدمة. وبالتالي، إذا كانت خدمة النداء تغطي نطاقًا واسعًا على مستوى الدولة، فيمكن أن يتم اعتراض الرسالة المرسلة إلى الجهاز من قبل مجرمين أو وكالات إنفاذ القانون في أي مكان داخل نطاق الخدمة.

## هوامش
1. ↑   النص الأصيل: to have the name of (a person) called out by a page. Also in extended use (of various electrical or electronic devices)
2. ↑   النص الأصيل: 
A radio device that emits a sound when activated by a telephone call, used to contact a person carrying It.